# I. Hunald aquitániai herceg

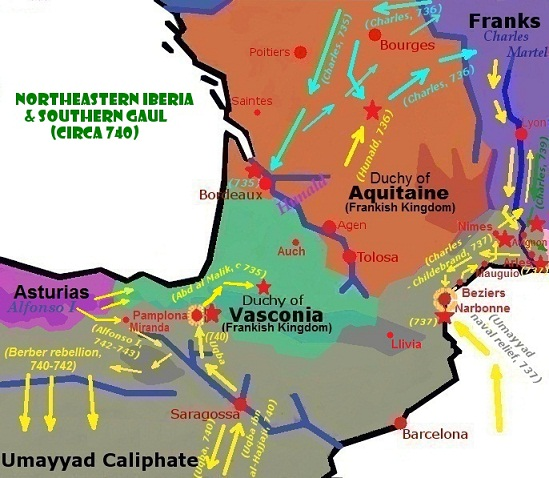
Hadjáratok a Pireneusok vidékén 735–742

I. Hunald  (ur. 735–745, lehet, hogy másodszor 767–769; † 755 vagy 769) Akvitánia és a Baszkföld hercege, Nagy Odo fia. Neve Hunold, Hunoald, Hunuald, Chunoald írásmódokkal is előfordul. Uralma alatt Akvitánia és Baszkföld formálisan a Frank Birodalom vazallus állama volt, ami ellen Hunald többször is fellázadt.

## Uralkodása
735-ben, apja lemondása (egyes források szerint halála) után, bonyolult helyzetben ült a hercegi trónra, de nagy segítségére volt, hogy öccse, Hatto az első pillanattól melléállt, és mindenben támogatta törekvéseit. A testvérek először  a Baszk Hercegség déli határvidékét dúló mórok ellen összpontosították erőiket. Hisám ibn Abd al-Malik kalifa csapatai körülzárták Pamplonát, majd tovább nyomultak kelet felé. Hunald és Hatto megütközött a támadókkal, és legyőzték őket, Pamplonát azonban valamikor 735–740 között elvesztették.
Még ebben az évben Martell Károly hadai élén benyomult Akvitániába, és elfoglalta Bordeaux jól megerősített városát — föltehetőleg azért, hogy az addig csak formálisan vazallus hercegséget a frank főhatalom tényleges elismerésére és adó (munera) fizetésére kötelezze. A feljegyzések szerint a frank sereg semmiféle ellenállásba nem ütközött.
Hunald meghódolt a túlerőnek, és vállalta az adó fizetését. Az Annales Mettenses priores szerint Martell Károly dukátus jellegű státuszt adott a hercegségnek, viszont megerősítette Hunaldot tisztségében. Hunald és Hatto is ünnepélyes hűségesküt (promissio fidei) tett Károlynak, valamint fiainak, Karlmannak és Pipinnek. Mindezek tetejébe a frankok nem adták vissza Akvitániának az elfoglalt területeket, így Bordeaux-t, a hercegség addigi székvárosát se. A 737-ben meghalt szent Pardulf legendája, a század közepén, illetve második felében kelt Vita Pardulfi Hunaldot az invázió előtt még princeps, utána már csak legatus rangban említi.
A rájuk kényszerített feltételeket megalázónak és elfogadhatatlannak tartó Hunald és Hatto már a következő évben megszegte a hűségesküt, és felkeltek Martell Károly ellen. Hosszas hadakozás után Károly csapatainak sikerült elfogniuk Hattót, és kiadták őt Ainmarnak, Auxerre püspökének. Hatto hamarosan megszökött a fogságból, Károly pedig letartóztatta a szökésért felelőssé tett püspököt, akit hamarosan — állítólag szökési kísérlet közben — meg is öltek. Hunald ezután — valószínűleg az újabb békekötés feltételeként — elárulta öccsét. Magához hívta Hattót Poitiers-ba, ahol megvakíttatta és kolostorba záratta.
Hunald ezután Martell Károly haláláig tartotta a feszült békét a frankokkal. 736–739 között, amikor Károly és öccse, Childebrand a Septimaniát és Provence-ot birtokló mórok ellen vezetett hadat, a frank csapatokat Hunald erői folyamatosan „zaklatták”. A frankok 736-ban visszafoglalták Provence-ot, 737-ben a Berre menti csatában szétverték a Gallia visszafoglalására összegyűjtött arab sereget és végigdúlták Septimaniát, de Narbonne ostromával ekkor még nem próbálkoztak — a feltételezések szerint azért, mert Hunald fenyegette utánpótlási vonalaikat.
Uqba ibn al-Hajjaj, aki 734–740 más források szerint 737–742 között volt Andalusz kormányzója, 740-ben felvonult a Baszk Hercegség déli határához, és jelentősen megerődítette Pamplonát.
Martell Károly 741-ben meghalt, és Hunald a frank interregnumot kihasználva szövetséget kötött Odilo bajor és II. Lancfred alemann királlyal (akit egyes források ugyancsak hercegnek titulálnak), hogy visszaszerezzék azt az autonómiát, amelytől Károly megfosztotta őket. A felkelőket szokás szerint támogatták a frankok által leigázott gallorómaiak. A Fredegar-krónika elbeszéli, hogy a lázadók ellen Kis Pipin és Karlmann egyesítette erőit. A fivérek Orléans-nál keltek át a Loire-on, és Hunald csapatai visszavonultak a nagy túlerő elől. A frankok kifosztották Bourges-ot, majd Hunaldot üldözve bevették és földig rombolták Loches stratégiailag fontos erődjét. A fivérek megosztoztak a zsákmányon, rabságba hajtották az elfogott polgárokat, és az év őszén kivonultak Akvitániából, hogy Odilo herceg ellen forduljanak — de előbb még Vieux-Poitiers-ben megállapodtak arról, hogyan osztják fel egymás közt a Frank Birodalmat. Az osztozkodásból kihagyták öccsüket, Grifót, akinek trónigényét illegitimnek minősítették. (Grifót csapdába csalták és kolostorba zárták.) Karlmann és Pipin távozása után Hunald kelt át csapataival a Loire-on. Kifosztotta Chartres városát, ahol egyebek közt a mostani székesegyház elődjét, a Szűz Máriának szentelt templomot is földig rombolta. A feljegyzések nem említik, hogy bárhol is ellenállásba ütközött volna.
Valószínűsítik, hogy Hunaldnak a 740–742 között dúlt berber felkelés miatt kialakult hatalmi vákuumot kihasználva sikerült visszafoglalnia az araboktól a baszkok lakta terület általuk uralt délnyugati csücskének egyes részeit:
- Álava
- La Rioja,
- Oca-hegység,
- Bureba.

743 elején Karlmann és Pipin trónra ültette III. Childerichet, az utolsó Meroving-házi frank bábkirályt. Miután stabilizálták a királyság helyzetét, 745 elején bosszúhadjáratra indultak Akvitánia ellen. Az Annales Mettenses priores szerint Hunald felmérte, hogy nem képes a túlerőnek ellenállni, és a teljes megadás mellett döntött: túszokat küldött a fivérek udvarába, befizette az elmaradt adókat, lemondott a hercegségről, és Île de Ré kolostorába vonult vissza. A hercegi székben fia, Waifer követte.
Életének további része két változatban ismert:
- Az egyik variáns szerint 768-ban, Waifer halála után visszatért a hercegség trónjára, és még két évig folytatta az utolsó akvitán felkelést, amíg végső vereséget nem szenvedett Nagy Károlytól.
- A másik változatban 752-ben Rómába utazott, és ott a Szent Péter-bazilikát környező kolostorok egyikében élt tovább 755-ig, amikor is Aistulf longobárd király megostromolta Rómát. A városfalakon kívüli részeket nem sikerült megvédeni, és Hunald is elesett a harcban. Ebben az esetben Waifert nem apja, hanem fia, II. Hunald követte.

## Fordítás
Ez a szócikk részben vagy egészben  a   Hunald I című angol Wikipédia-szócikk ezen változatának fordításán alapul.  Az eredeti cikk szerkesztőit annak laptörténete sorolja fel. Ez a jelzés csupán a megfogalmazás eredetét és a szerzői jogokat jelzi, nem szolgál a cikkben szereplő információk forrásmegjelöléseként.
Ez a szócikk részben vagy egészben  a   Duchy of Gascony című angol Wikipédia-szócikk ezen változatának fordításán alapul.  Az eredeti cikk szerkesztőit annak laptörténete sorolja fel. Ez a jelzés csupán a megfogalmazás eredetét és a szerzői jogokat jelzi, nem szolgál a cikkben szereplő információk forrásmegjelöléseként.